# چو گرانده
چو گرانده (به پرتغالی: Chã Grande) یک منطقهٔ مسکونی در برزیل است که در پرنامبوکو واقع شده‌است. چو گرانده ۲۱٬۸۱۵ نفر جمعیت دارد.